# Vaulnaveys-le-Bas
Vaulnaveys-le-Bas település Franciaországban, Isère megyében. Lakosainak száma 1379 fő (2022. január 1.). Vaulnaveys-le-Bas Brié-et-Angonnes, Séchilienne, Vaulnaveys-le-Haut és Vizille községekkel határos.

## Népesség
A település népessége az elmúlt években az alábbi módon változott:
| Lakosok száma | 420  | 774  | 867  | 1099 | 1226 | 1247 | 1282 | 1321 | 1341 | 1379 |
|               | 1968 | 1982 | 1990 | 2006 | 2013 | 2015 | 2017 | 2019 | 2020 | 2022 |